# Цар Иван Асен (нос)
Носът Цар Иван Асен (на английски: Ivan Asen Point) е тесен и скалист морски нос на югоизточния бряг на остров Смит, вдаващ се 680 м в протока Осмар. Разположен 12,5 km североизточно от нос Джеймс, 20,5 km югозападно от нос Смит и 3,8 km на юг-югоизток от връх Фостър. От североизточната му страна е разположен едноименен залив, широк 1,15 km и врязващ се 980 m в брега.
Координатите му са: 63°01′25″ ю. ш. 62°31′12″ з. д. / 63.023611° ю. ш. 62.52° з. д..
Наименуван е на българския владетел цар Иван Асен II, 1218 – 1241, и във връзка с град Асеновград в Южна България. Името е официално дадено на 15 декември 2006 г. Обнародвано е с указ на Президента на Република България от 31 май 2016 г.
Българско картографиране от 2009 г. и 2010 г.

## Карти
- Л. Иванов. Антарктика: Остров Ливингстън и острови Гринуич, Робърт, Сноу и Смит. Топографска карта в мащаб 1:120000. Троян: Фондация Манфред Вьорнер, 2009. ISBN 978-954-92032-4-0